# Antiphula pallida
Antiphula pallida es un coleóptero de la familia Chrysomelidae.
Fue descrita científicamente por primera vez en 2001 por Medvedev.